# Ursula Caterina di Altenbockum
Ursula Caterina di Altenbockum (Varsavia, 25 novembre 1680 – Dresda, 4 maggio 1743) è stata una nobildonna polacca di origine tedesca, principessa di Teschen e favorita di Augusto II di Polonia.

## Biografia

### I primi anni
Figlia di emigrati della Vestfalia, Ursula era la più giovane delle figlie del siniscalco di Lituania Johann Heinrich von Altenbockum e di sua moglie Konstancja Tekla Branicka.
Nel 1695, all'età di 15 anni, sposò il principe Jerzy Dominik Lubomirski membro dell'influente famiglia polacca dei Lubomirski, le cui relazioni si estendevano fino a Stefan Radziejowski, cardinale, arcivescovo di Gniezno e rappresentante personale scelto dallo stesso Augusto II. La coppia divorziò definitivamente nel 1703.

### Alla corte di Augusto II
Verso la fine del XVII secolo l'ancor giovane Ursula venne notata dal neoeletto re di Polonia Augusto II e nel 1700 venne scelta come favorita rimpiazzando la contessa Anna Aloysia di Lamberg. Successivamente fu mandata alla corte di Dresda dove fu immediatamente notata per la sua bellezza e vivacità. Il 21 agosto 1704 diede alla luce Giovanni Giorgio conosciuto come Chevalier de Saxe, il nome gli fu dato in memoria del padre di Augusto II, Giovanni Giorgio III di Sassonia.
Dopo cinque giorni dalla nascita del figlio, Ursula fu nominata Reichsfürstin (principessa imperiale) di Teschen dall'imperatore Leopoldo I; il titolo fu tuttavia solamente onorifico, dato che solo i principi nazionali avevano seggi e voti al Reichstag.

### Ultimi anni
La relazione con il re di Polonia fu breve e nel 1705 Ursula fu sostituita dalla contessa Anna Constantia von Brockdorff. Umiliata dal re ed espulsa dalla corte si ritirò a Hoyerswerda (terra che acquistò grazie ad un prestito di Augusto) e successivamente a Breslavia.
Un anno dopo ritornò a Dresda, dove nel frattempo fu corteggiata da Federico Luigi di Württemberg-Winnental, di dieci anni più giovane. I due si sposarono segretamente il 22 ottobre 1722. Nel 1717 ricevette in dono da Augusto un giardino signorile in Dresda, che quest'ultimo aveva acquistato dal conte dell'Impero von Manteuffel. Su parte di quest'area Ursula Caterina fece erigere dall'architetto Johann Christoph Naumann un palazzo che prenderà il nome di Palazzo Brühl-Marcolini.
Dopo dodici anni di matrimonio, Federico Luigi rimase ucciso nella battaglia di Guastalla in seguito allo scoppio della guerra di successione polacca.
Con la morte del re di Polonia Augusto II, avvenuta nel 1733, Ursula fu espulsa definitivamente da corte, nel 1737 perse inoltre la carica governativa di Hoyerswerda, donatagli dall'ex re, ma ricevette dal suo successore, Augusto III, un compenso annuale di 18.000 Reichstaler e 6.000 per suo figlio, Giovanni Giorgio.
Ursula Caterina morì a Dresda nel 1743 all'età di 62 anni, i suoi resti sono inumati nella chiesa dei Gesuiti di Litoměřice.